# 칼요한 욘손
칼요한 안톤 욘손(스웨덴어: Karl-Johan Anton Johnsson, 1990년 1월 28일 ~ )은 스웨덴의 축구 선수이다. 포지션은 골키퍼이며, 현재 FC 코펜하겐 소속이다.